# Ligne 1 du métro de Daejeon
La ligne 1 du métro de Daejeon (officiellement en anglais : Daejeon Metro Line 1) est la première ligne, et pour l'instant l'unique ligne, du métro de Daejeon. Elle est située dans la ville de Daejeon, en Corée du Sud.
Elle est ouverte à l'exploitation en 2006 et 2007.

## Situation sur le réseau
Le projet initial du métro de Daejon de cinq lignes est annulé, le nouveau projet ne comporte que la construction d'une ligne 2.

## Histoire

### Chronologie
- 16 mars 2006 mise en service des 12,4 km Panam - Government Complex, Daejeon[1] ;
- 17 avril 2007 mise en service des 10,2 km Government Complex, Daejeon  - Banseok[1].

### Historique
Pour améliorer les déplacements des 1,2 million d'habitants que compte la ville de Daejeon, située à 160 km dans le sud de Séoul les autorités locales projettent de construire un métro composé de cinq lignes. La ligne 1 prévue pour une mise en service en 2002 n'est finalement ouverte à l'exploitation, en deux sections, en 2006 et 2007.

## Infrastructure

### Ligne
La ligne, orientée du sud-est au nord-ouest est longue de 22,74 km

### Stations
Liste des 22 stations de la ligne en service,.
| Code | Station                                         | Correspondance                                      | Distance en km | Distance cumulée | Ville   | Arrondissement   |
| ---- | ----------------------------------------------- | --------------------------------------------------- | -------------- | ---------------- | ------- | ---------------- |
|      |                                                 |                                                     |                |                  |         |                  |
| 101  | Panam (Daejon University)                       |                                                     | -              | 0,0              | Daejeon | Dong-gu (Est)    |
| 102  | Sinheung                                        |                                                     | 0,94           | 0,94             | Daejeon | Dong-gu (Est)    |
| 103  | Daedong (Woosong University)                    |                                                     | 1,22           | 2,16             | Daejeon | Dong-gu (Est)    |
| 104  | Daejeon                                         | Korea Train Express (KTX) via la gare de Daejeon    | 1,01           | 3,17             | Daejeon | Dong-gu (Est)    |
| 105  | Jungangno                                       |                                                     | 0,83           | 3,17             | Daejeon | Jung-gu (Centre) |
| 106  | Jung-gu Office                                  |                                                     | 0,70           | 4,70             | Daejeon | Jung-gu (Centre) |
| 107  | Seodaejeon Negeori                              | Korea Train Express (KTX) via la gare de Seodaejeon | 0,84           | 5,54             | Daejeon | Jung-gu (Centre) |
| 108  | Oryong                                          |                                                     | 0,78           | 6,32             | Daejeon | Jung-gu (Centre) |
| 109  | Yongmun (Catholic Hospital)                     |                                                     | 1,5            | 7,82             | Daejeon | Seo-gu (Ouest)   |
| 110  | Tanbang (Davinci Hospital)                      |                                                     | 1,2            | 9,2              | Daejeon | Seo-gu (Ouest)   |
| 111  | City Hall                                       |                                                     | 0;75           | 9,77             | Daejeon | Seo-gu (Ouest)   |
| 112  | Government Complex, Daejeon (Credit Union)      |                                                     | 0,79           | 10,76            | Daejeon | Seo-gu (Ouest)   |
| 113  | Galma                                           |                                                     | 0,75           | 11,51            | Daejeon | Seo-gu (Ouest)   |
| 114  | Wolpyeong (KAIST)                               |                                                     | 0,75           | 12,26            | Daejeon | Seo-gu (Ouest)   |
| 115  | Gapcheon                                        |                                                     | 1,04           | 13,30            | Daejeon | Seo-gu (Ouest)   |
| 116  | Yuseong Spa (Chungnam Nat'l Univ.·Mokwon Univ.) |                                                     | 1,28           | 14,59            | Daejeon | Yuseong-gu       |
| 117  | Guam                                            |                                                     | 1,05           | 15,63            | Daejeon | Yuseong-gu       |
| 118  | National Cemetery (Hanbat Nat'l Univ.)          |                                                     | 0,84           | 16,47            | Daejeon | Yuseong-gu       |
| 119  | World Cup Stadium (Noeun Wholesale Market)      |                                                     | 1,06           | 17,53            | Daejeon | Yuseong-gu       |
| 120  | Noeun                                           |                                                     | 0,81           | 18,34            | Daejeon | Yuseong-gu       |
| 121  | Jijok (Chimsin Univ.)                           |                                                     | 1,15           | 19,49            | Daejeon | Yuseong-gu       |
| 122  | Banseok (Chilsungdae)                           |                                                     | 0,98           | 20,47            | Daejeon | Yuseong-gu       |
|      |                                                 |                                                     |                |                  |         |                  |